# Вестфальский вариант
Вестфа́льский вариа́нт — шахматный дебют, разновидность отказанного ферзевого гамбита. Начинается ходами: 
 1. d2-d4 d7-d5 
 2. c2-c4 e7-e6 
 3. Кb1-c3 Кg8-f6 
 4. Сc1-g5 Кb8-d7 
 5. e2-e3 Сf8-b4.

## История
Дебют получил название в честь парохода «Вестфалия», на котором в 1927 году группа шахматистов направлялась из Европы в Америку для участия в международном турнире в Нью-Йорке. В пути Р. Шпильман и М. Видмар в поисках нового дебютного «оружия» к предстоящему соревнованию анализировали данный вариант отказанного ферзевого гамбита. В турнире дебют встретился в нескольких партиях, после чего за ним утвердилось название «Вестфальский вариант».
Вестфальский вариант был довольно распространён на практике в 1927—1930 гг., после чего практически вышел из употребления и на сегодняшний день встречается редко.

## Идеи дебюта
По аналогии с кембридж-спрингским вариантом, чёрные стремятся создать контригру на ферзевом фланге. Зачастую чёрные продолжают путём c7-c5 и Фd8-a5, создавая давление на пункт c3. 
Белые после c4:d5 и e6:d5 получают возможности уравнять игру, а также с перестановкой ходов получить позицию, характерную для защиты Рагозина.

## Варианты
- 6. Кg1-f3? c7-c5
  - 7. Сf1-d3 Фd8-a5 — с хорошей игрой у чёрных.
  - 7. Фd1-b3? Фd8-a5 — чёрные создают угрозы b7-b5 или Кf6-e4.
- 6. c4:d5! e6:d5 7. Кg1-f3 c7-c5 8. Сf1-d3 Фd8-a5 9. Фd1-c2 c5-c4 10. Сd3-f5 0—0 11. 0—0 Лf8-e8 12. a2-a3 Сb4-c3 13. Фc2:c3 Фa5:c3 14. b2:c3 — с лучшими шансами у белых.
- 6. Сf1-d3
- 6. a2-a3
- 6. Фd1-b3

## Примерная партия
Капабланка — Ботвинник, Ленинград, 1925
1. d2-d4 d7-d5 2. c2-c4 e7-e6 3. Кb1-c3 Кg8-f6 4. Сc1-g5 Кb8-d7 5. e2-e3 Сf8-b4 6. c4:d5 e6:d5 7. Фd1-b3 с7-c5 8. d4:c5 Фd8-a5 9. Сg5:f6 Кd7:f6 10. 0—0—0 0—0 11. Кg1-f3 Сc8-e6 12. Кf3-d4 Лa8-c8 13. c5-c6 Сb4:c3 14. Фb3:c3 Фa5:a2 15. Сf1-d3 b7:c6 16. Крc1-c2 c6-c5 17. Кd4:e6 Фa2-a4+ 18. b2-b3 Фa4-a2+ 19. Фc3-b2 Фa2:b2+ 20. Крc2:b2 f7:e6 21. f2-f3 Лc8-c7 22. Лd1-a1 c5-c4 23. b3:c4 d5:c4 24. Сd3-c2 Лf8-b8+ 25. Крb2-c1 Кf6-d5 26. Лh1-e1 c4-c3 27. Лa1-a3 Кd5-b4 28. Лe1-e2 Лb8-d8 29. e3-e4 Лc7-c6 30. Лe2-e3 Лd8-d2 31. Лa3:c3 Лd2:c2+ 32. Лc3:c2 Лc6:c2+ 0-1.